# NDUFAF7
NDUFAF7 (англ. NADH:ubiquinone oxidoreductase complex assembly factor 7) – білок, який кодується однойменним геном, розташованим у людей на 2-й хромосомі. Довжина поліпептидного ланцюга білка становить 441 амінокислот, а молекулярна маса — 49 238.
| 10         |  | 20         |  | 30         |  | 40         |  | 50         |
| ---------- |  | ---------- |  | ---------- |  | ---------- |  | ---------- |
| MSVLLRSGLG |  | PLCAVARAAI |  | PFIWRGKYFS |  | SGNEPAENPV |  | TPMLRHLMYK |
| IKSTGPITVA |  | EYMKEVLTNP |  | AKGYYVYRDM |  | LGEKGDFITS |  | PEISQIFGEL |
| LGIWFISEWM |  | ATGKSTAFQL |  | VELGPGRGTL |  | VGDILRVFTQ |  | LGSVLKNCDI |
| SVHLVEVSQK |  | LSEIQALTLT |  | KEKVPLERNA |  | GSPVYMKGVT |  | KSGIPISWYR |
| DLHDVPKGYS |  | FYLAHEFFDV |  | LPVHKFQKTP |  | QGWREVFVDI |  | DPQVSDKLRF |
| VLAPSATPAE |  | AFIQHDETRD |  | HVEVCPDAGV |  | IIEELSQRIA |  | LTGGAALVAD |
| YGHDGTKTDT |  | FRGFCDHKLH |  | DVLIAPGTAD |  | LTADVDFSYL |  | RRMAQGKVAS |
| LGPIKQHTFL |  | KNMGIDVRLK |  | VLLDKSNEPS |  | VRQQLLQGYD |  | MLMNPKKMGE |
| RFNFFALLPH |  | QRLQGGRYQR |  | NARQSKPFAS |  | VVAGFSELAW |  | Q          |

A: Аланін

C: Цистеїн

D: Аспарагінова кислота

E: Глутамінова кислота

F: Фенілаланін

G: Гліцин

H: Гістидин

I: Ізолейцин

K: Лізин

L: Лейцин

M: Метіонін

N: Аспарагін

P: Пролін

Q: Глутамін

R: Аргінін

S: Серин

T: Треонін

V: Валін

W: Триптофан

Кодований геном білок за функціями належить до трансфераз, метилтрансфераз. 
Задіяний у такому біологічному процесі, як альтернативний сплайсинг. 
Локалізований у мітохондрії.